# Pavel Haas
Pavel Haas (Brno, 21 giugno 1899 – Auschwitz, 17 ottobre 1944) è stato un compositore ceco di origine ebraica, vittima dell'Olocausto.

## Biografia
È morto nel campo di concentramento di Auschwitz nel 1944, esattamente due mesi dopo la realizzazione del film-propaganda su Theresienstadt.
È citato nei romanzi Austerlitz di Winfried Georg Sebald e La casa di vetro di Simon Mawer.